# 古斯塔夫·拉德布鲁赫
古斯塔夫·拉德布鲁赫（德語：Gustav Radbruch，1878年11月21日—1949年11月23日），生於普魯士石勒苏益格-荷尔斯泰因省吕贝克，德國法學家與政治人物，被認為是20世紀最具影響力的法律哲學家之一。在威瑪共和時期，曾擔任德國聯邦司法部部長。

## 生平
拉德布鲁赫生于吕贝克，1898年起就讀慕尼黑法律學系，後來陸續轉學到莱比锡和柏林。1901年在柏林通过了第一次律师资格考试（“Staatsexamen”）。1902年以題為“相当因果关系理论”的论文获得博士头衔，指導教授是法蘭茲·封·李斯特。1903在海德堡Karl von Lilienthal教授的指導下完成教授資格論文“行為概念對於刑法體系的意義”，25歲即獲得刑法、刑事訴訟法及法律哲学教授資格。
1904年夏季學期起，拉德布鲁赫於海德堡大學法學院擔任講師，但當時的海德堡法學院巨星雲集，拉德布鲁赫只能講授一些不受重視的課程，例如強制執行法、軍刑法、刑事訴訟實例演習等等，修課的學生很少，使他飽受挫折。此外，拉德布鲁赫與系上教授們的往來也很少，後來他自認當時太過年輕不成熟，所以面對系上巨星前輩們時不知所措。
1910年，拉德布鲁赫獲聘為海德堡大學刑法、刑事訴訟法即法哲學副教授。1914年獲聘為柯尼斯堡副教授。1919年獲聘為基尔大学副教授，1920年在該校升等為正教授。

1918年12月，拉德布鲁赫加入德国社会民主党，并于1920至1924年间擔任德国国会议员。1921-22年及1923年间，他出任约瑟夫·维尔特及古斯塔夫·施特雷泽曼内阁的司法部长。在他的部長任內通過许多重要的法律，比如给予女性参与司法系统的权利，制定德國第一部少年法院法，以及瓦尔特·拉特瑙遇刺之后的维护共和国的法律。
1926年，拉德布鲁赫接受了在海德堡重新讲学的要求。在1933年纳粹党执政之后，拉德布鲁赫在大学成为公共实体之后被解除公务员职位。纳粹时代，為了避風頭，他主要专注于看似無害的法律史研究，例如1934年他出版了德國19世紀初刑法學大師費爾巴哈的傳記。
1945年二战结束不久，拉德布鲁赫继续从事教学工作。同年9月，他出版了《法律哲学五分钟》（Fünf Minuten Rechtsphilosophie）。在他的影響下，評價法学（Wertungsjurisprudenz）成為二战后德國法學方法論的主流，取代了先前的法律实证主义。
1949年，拉德布鲁赫在海德堡去世，未能完成他计划中的新版法律哲学著作。

## 成就

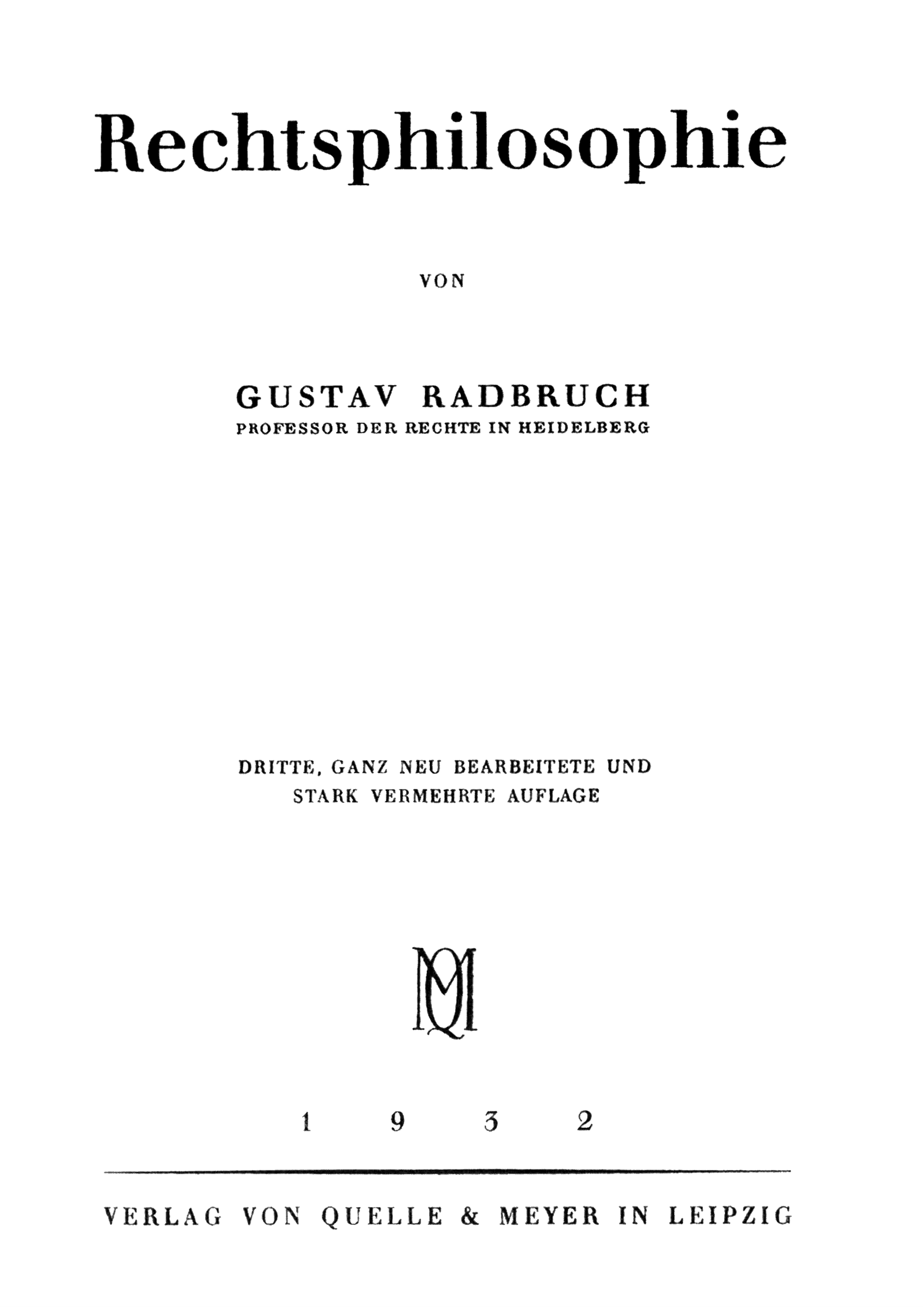
《法律哲学》的扉页（1932年）

1910年，拉德布鲁赫出版「法學緒論」，被翻譯成多國語言流傳。1914年，他出版「法哲學綱要」，於1932年擴展為「法哲學」一書，是拉德布鲁赫的代表作。
拉德布鲁赫的法律哲学发展自新康德主义，該學派主張“實然”（sein）和“應然”（sollen）的截然二分：從實然無法推導出應然（或價值）；價值無法被認識，而只能被信仰。
此外，拉德布鲁赫區分三種研究方法：科學的方法是「解釋」，哲學的方法是「評價」，在科學和哲學之間則是文化學，方法是「價值連結／參照／援引」。對於法學而言，上述三種研究方法依序對應到法社會學、法哲學和法釋義學。法釋義學是介於法社會學和法哲學中間的價值連結學，其研究客體為實證法，其研究方法則是透過價值連結的詮釋來推導法律在客觀上應然的意義。

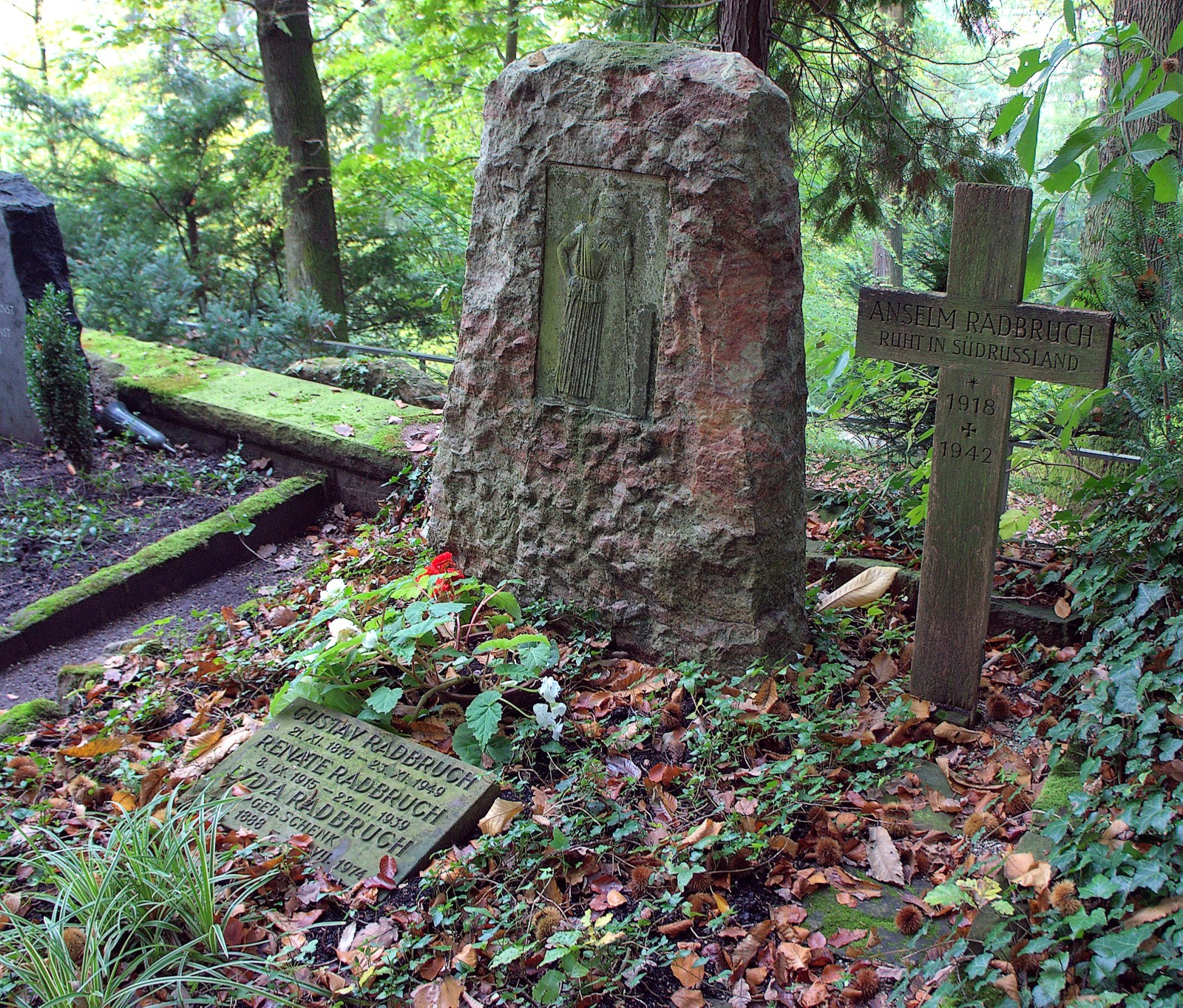
拉德布鲁赫之墓，位于海德堡

拉德布鲁赫的著作核心是法律概念、法律理念及法律效力三者的關係。在他1932年的經典教科書《法律哲學》當中，他主張法律的理念是正義，正義包含平等、合目的性及法安定性三個元素。
1946年，拉德布鲁赫發表期刊論文《Gesetzliches Unrecht und übergesetzliches Recht》（法律的不法與超法律之法）中提出舉世聞名的拉德布鲁赫公式，便是建立在上述正義三元素之上。二戰後的德國聯邦憲法法院和最高法院曾多次援引此公式來宣告：實證法的不正義必須向超越實證法的正義低頭，不正義的法律對法官沒有拘束力，因此即使是納粹時期的公務員，亦應拒絕適用不正義的法律，不得主張「惡法亦法」來脫免自身成為納粹共犯的責任。這篇論文被認為是二戰後20世紀影響力最大的法哲學論文。
争论激烈的是，拉德布鲁赫是否在1933年前是法律实证主义者，并因为經歷纳粹統治而对他的思想做出了大转变，或者他只是繼續發展他在納粹時期之前就已主張的價值相对论。
在法律的内容与精神之间的争论的问题，在德国，由于对看守柏林墙的前东德士兵的审判而带回到公众视线——所谓的服从命令的必要。拉德布鲁赫的理论被定义为与以汉斯·凯尔森及乔格·耶林内克某种程度的观点所代表的实证主义的“纯粹的法律原则”相对立。
许多人指责德国法学界法律实证主义的老传统部分由于这为希特勒以看起来“合法”的行为而非政变的方式取得权力开了便门。可以说，向自然法的转变应该作为阻止独裁者、不受约束的国家权力和公民权利的废止的安全保障。

## 延伸阅读
- Kaufmann, Arthur. . Munich: Piper Verlag. 1987 （德语）.
- von Hippel, Fritz. . Heidelberg: Schneider Verlag. 1951 （德语）.
- Van Niekerk, Barend. . Kenwyn: Juta. 1973.